# 萊昂斯鎮區 (明尼蘇達州沃迪納縣)
萊昂斯鎮區（英語：Lyons Township）是位於美國明尼蘇達州沃迪納縣的一個行政鎮區。

## 地方資料
萊昂斯鎮區的面積為92.36平方千米，當中陸地面積為90.68平方千米，而水域面積為1.68平方千米。根據2020年美國人口普查的數據，當地共有人口186人，而人口密度為每平方千米2.01人。